# Zeiselbach (Riedgraben)
Der Zeiselbach ist ein 2,5 Kilometer langer Bach im Pfälzerwald bei Königsbach an der Weinstraße. Seit einigen Jahren fällt der Bach aufgrund von ausbleibenden Niederschlägen immer häufiger trocken.

## Geographie

### Verlauf
Der Bach entspringt an der Zeiselbachquelle im Klausental unterhalb des Stabenbergs. Im Tal passiert er die Klausenkapelle. Nach seinem Austritt aus dem Gebirge durchfließt der Zeiselbach den Neustadter Stadtteil Königsbach und mündet an dessen Gemarkungsgrenze in den Riedgraben.
Der 2,6 Kilometer lange Lauf des Zeiselbachs endet ungefähr 137 Höhenmeter unterhalb seiner Quelle, er hat somit ein mittleres Sohlgefälle von etwa 74 ‰.

### Einzugsgebiet
Das 1,813 km² Einzugsgebiet des Zeiselbachs  liegt in den Naturräumem Neustädter Gebirgsrand und Mittelhaardt und wird durch ihn über den Riedgraben, die Marlach, den Floßbach, die Isenach und den Rhein zur Nordsee entwässert.
Es ist im westlichen Bereich zum größten Teil bewaldet, während im Osten Weinberge und Siedlungsgebiet überwiegen.
Die höchste Erhebung ist der 496 m ü. NHN hohe Stabenberg, der auch Steffenberg genannt wird, im Westen des Einzugsgebiets.